# Newt Gingrich
Newton Leroy "Newt" Gingrich (/[invalid input: 'icon']ˈnuːt ˈɡɪŋɡrɪtʃ/; tên khai sanh Newton Leroy McPherson; ngày 17 tháng 6 năm 1943) là một chính trị gia người Mỹ, tác giả và là nhà sử học, từng là Người Phát ngôn đại diện của Chính phủ Hoa Kỳ lần thứ 58 trong giai đoạn 1995 đến 1999. Ông đại diễn cho Quận Bầu cử thứ sáu của Bang Georgia với tư cách là thành viên đảng Cộng Hòa từ năm 1979 tới khi ông từ nhiệm năm 1999. Ông hiện đang là một ứng cử viên chạy đua làm đại diện của Đảng Cộng hòa trong Kỳ bầu cử Tổng thống Mỹ năm 2012.

## Link ngoài
| Tìm hiểu thêm về Newt Gingrich tại các dự án liên quan |                                   |
| Tìm kiếm Wiktionary                                    | Từ điển từ Wiktionary             |
| Tìm kiếm Commons                                       | Tập tin phương tiện từ Commons    |
| Tìm kiếm Wikinews                                      | Tin tức từ Wikinews               |
| Tìm kiếm Wikiquote                                     | Danh ngôn từ Wikiquote            |
| Tìm kiếm Wikisource                                    | Văn kiện từ Wikisource            |
| Tìm kiếm Wikibooks                                     | Tủ sách giáo khoa từ Wikibooks    |
| Tìm kiếm Wikiversity                                   | Tài nguyên học tập từ Wikiversity |

- Newt 2012 official campaign site
- Newt Gingrich at YouTube
- Column archives Lưu trữ ngày 19 tháng 1 năm 2011 tại Wayback Machine at Human Events
- Biography at the Biographical Directory of the United States Congress
- Financial information (federal office) at the Federal Election CommissionTìm thấy rose, Tìm thấy ontheissues, Tìm thấy imdb, Tìm thấy opensecrets, Tìm thấy washpo, Tìm thấy govtrack, Tìm thấy wsj, Tìm thấy worldcat, Tìm thấy guardian, Tìm thấy nyt, Tìm thấy c-span, Tìm thấy nndb,
- FEC reports (U.S. House)
- The Long March of Newt Gingrich PBS Frontline, Peter Boyer and Stephen Talbot, ngày 16 tháng 1 năm 1996. transcript chronology interviews work and writings
- Biography Lưu trữ ngày 9 tháng 3 năm 2011 tại Wayback Machine at The American Enterprise Institute
- Biography Lưu trữ ngày 11 tháng 4 năm 2009 tại Wayback Machine at The Hoover Institute
- Newt Gingrich trên DMOZ